# Diogmites herennius
Diogmites herennius är en tvåvingeart som först beskrevs av Walker 1849.  Diogmites herennius ingår i släktet Diogmites och familjen rovflugor.
Artens utbredningsområde är Ohio. Inga underarter finns listade i Catalogue of Life.